# Unto the Locust
Unto the Locust – siódmy album amerykańskiej heavymetalowej grupy Machine Head wydany 23 września 2011 roku w Australii 26 września 2011 roku w Wielkiej Brytanii oraz 27 września 2011 roku w reszcie świata. Produkcją i miksowaniem zajął się Robb Flynn. Unto the Locust zostało nagrany w Jingletown Studios należącym do zespołu Green Day.

## Lista utworów
| 1. | "I Am Hell (Sonata in C#)" (Robb Flynn, Phil Demmel)                   | 8:25  |
|    | - I: Sangre Sani (Blood Saint) - II: I Am Hell - III: Ashes to the Sky |       |
| 2. | "Be Still and Know" (Robb Flynn, Phil Demmel)                          | 5:43  |
|    |                                                                        |       |
| 3. | "Locust" (Robb Flynn, Phil Demmel)                                     | 7:36  |
|    |                                                                        |       |
| 4. | "This Is the End" (Robb Flynn)                                         | 6:05  |
|    |                                                                        |       |
| 5. | "Darkness Within" (Robb Flynn, Phil Demmel, Dave McClain)              | 6:28  |
|    |                                                                        |       |
| 6. | "Pearls Before the Swine" (Robb Flynn, Phil Demmel, Dave McClain)      | 7:19  |
|    |                                                                        |       |
| 7. | "Who We Are" (Robb Flynn)                                              | 7:11  |
|    |                                                                        |       |
|    |                                                                        | 48:47 |
|    |                                                                        |       |
Deluxe collector's edition bonus tracks
| 8.  | "The Sentinel" (cover Judas Priest) (Glenn Tipton, Rob Halford, K.K. Downing) | 5:08  |
|     |                                                                               |       |
| 9.  | "Witch Hunt" (cover Rush) (Geddy Lee, Alex Lifeson)                           | 4:46  |
|     |                                                                               |       |
| 10. | "Darkness Within" (akustycznie) (Robb Flynn, Phil Demmel, Dave McClain)       | 5:05  |
|     |                                                                               |       |
|     |                                                                               | 14:59 |
|     |                                                                               |       |
Japanese bonus track
| 11. | "Halo" (live) (Robb Flynn, Dave McClain, Adam Duce, Phil Demmel) |  |
|     |                                                                  |  |
Metal Hammer special fan pack bonus track
| 8. | "Locust" (live) (Robb Flynn, Phil Demmel) | 7:42  |
|    |                                           |       |
|    |                                           | 07:42 |
|    |                                           |       |

## Twórcy
| Machine Head - Robb Flynn – wokal prowadzący, gitara - Dave McClain – perkusja - Adam Duce – gitara basowa, wokal wspierający - Phil Demmel – gitara prowadząca, wokal wspierający | Produkcja - Robb Flynn – producent - Juan Urteaga – miksowanie |